# Ruetzkraftwerk
Das Ruetzkraftwerk (Ruetzwerk) ist ein Wasserkraftwerk auf dem Gemeindegebiet von Schönberg (Tirol, Österreich), das zwischen 1912 und 1983 von der ÖBB zur Erzeugung von Bahnstrom genutzt wurde. Seit 1984 steht es im Besitz der Innsbrucker Kommunalbetriebe AG. Es nutzt die Energie von aus der Ruetz ausgeleitetem Wasser, dem Fluss, der das Stubaital durchfließt.

## Lage und Baulichkeiten
Das Ruetzwerk befindet sich etwa 8 Kilometer südlich des Stadtzentrums von Innsbruck und 2 km nördlich von Schönberg. Es liegt auf 707 m ü. A. Höhe rechts der Ruetz. 
Die Häuser bilden als Rotte eine eigene Ortslage der Gemeinde Schönberg. Sie sind nur von Unterberg an der Brenner Straße (B 182, Stephansbrücke) erreichbar, hinter dem Werk (= südlich, oberhalb) endet die unwegsame Ruetzschlucht, durch die nur ein Wanderweg führt.
Das Maschinenhaus , ebenso das talauswärts stehende .
Nachbarorte

## Geschichte und Technik
Das Ruetzkraftwerk in Schönberg wurde von 1909 bis 1912 gebaut und von 1920 bis 1923 erweitert. Es nutzte die Wasserkraft im Stubaital mit einem Einzugsgebiet von 283 Quadratkilometern im Unterlauf der Ruetz mit einer Fassung knapp unterhalb von Fulpmes. Ein Aquädukt, nämlich ein Freispiegelstollen, führte nach Schönberg, wo 175 Meter Nutzfallhöhe bis zum Kraftwerk nahe der Stephansbrücke ausgenutzt wurden. Der Erstausbau wies einen Druckrohr-Leistungsstrang mit zwei 4000-PS-Pelton-Turbinen und 3300-kVA-Generatorensätze auf. Erweitert wurde das Kraftwerk um ein zweites Wasserschloss, eine zweite Druckrohrleitung und einen dritten Generator mit einer zusätzlichen Leistung von 8.000 PS. Ein Ausgleichsbecken speicherte 2770 m³ (vor der Erweiterung; ausgelegt für einen vierstündigen Betrieb der Mittenwaldbahn) bzw. 7600 m³ (nach der Erweiterung; entsprechend 2280 kWh) Wasser.
Die Oberwasseranlagen des Ruetzkraftwerkes wurden niveaugleich mit dem Kraftwerk Obere Sill der Stadt Innsbruck angelegt, sodass gegenseitige Triebwasseraushilfe möglich war.
Das Ruetzkraftwerk stellte anfangs allein die Stromversorgung der Mittenwaldbahn auf österreichischem und bayerischem Gebiet sicher. Nach der Erweiterung 1923 wurde es zusätzlich für den elektrischen Betrieb der Arlbergbahn genutzt. Mit der Errichtung des Walchenseekraftwerkes im Jahr 1924 verlor das Ruetzkraftwerk seine Funktion für die Stromversorgung auf bayerischem Gebiet.
1983 wurde das alte Ruetzkraftwerk für die Bahnstromerzeugung durch das neue Schachtkraftwerk Fulpmes, das von 1977 bis 1983 errichtet wurde, ersetzt. Das Triebwasser wird unterhalb von Fulpmes im Stubaital gefasst. Die installierte Leistung beträgt 15,4 MW, wobei zwei Francis-Turbinen bei einem Gefälle von 182 m arbeiten.
Die stillgelegte Anlage des Ruetzkraftwerkes in Schönberg wurde 1984 von den damaligen Stadtwerken Innsbruck (heute Innsbrucker Kommunalbetriebe) erworben, da sie auf Grund der hydraulischen Kopplung der beiden Wasserschlösser bei der Leistungssteigerung im Sillkraftwerk mit dem neuen Triebwasserstollen Matrei–Schönberg bezüglich des Leerschusses genutzt werden kann. Das Kraftwerk wurde von den Innsbrucker Kommunalbetrieben (IKB) nach Umbau und Revitalisierung 1997 für die öffentliche Stromversorgung (50 Hz) in Betrieb genommen.
Einer der beiden ersten Maschinensätze (Turbine und Generator) aus dem Jahr 1912 wurde 1995 im Technischen Museum Wien (TMW) installiert, wo die Anlage sowohl von oben als auch vom Untergeschoß des Maschinenhauses besichtigt werden kann, wobei das Turbinengehäuse auch von innen zu sehen ist.

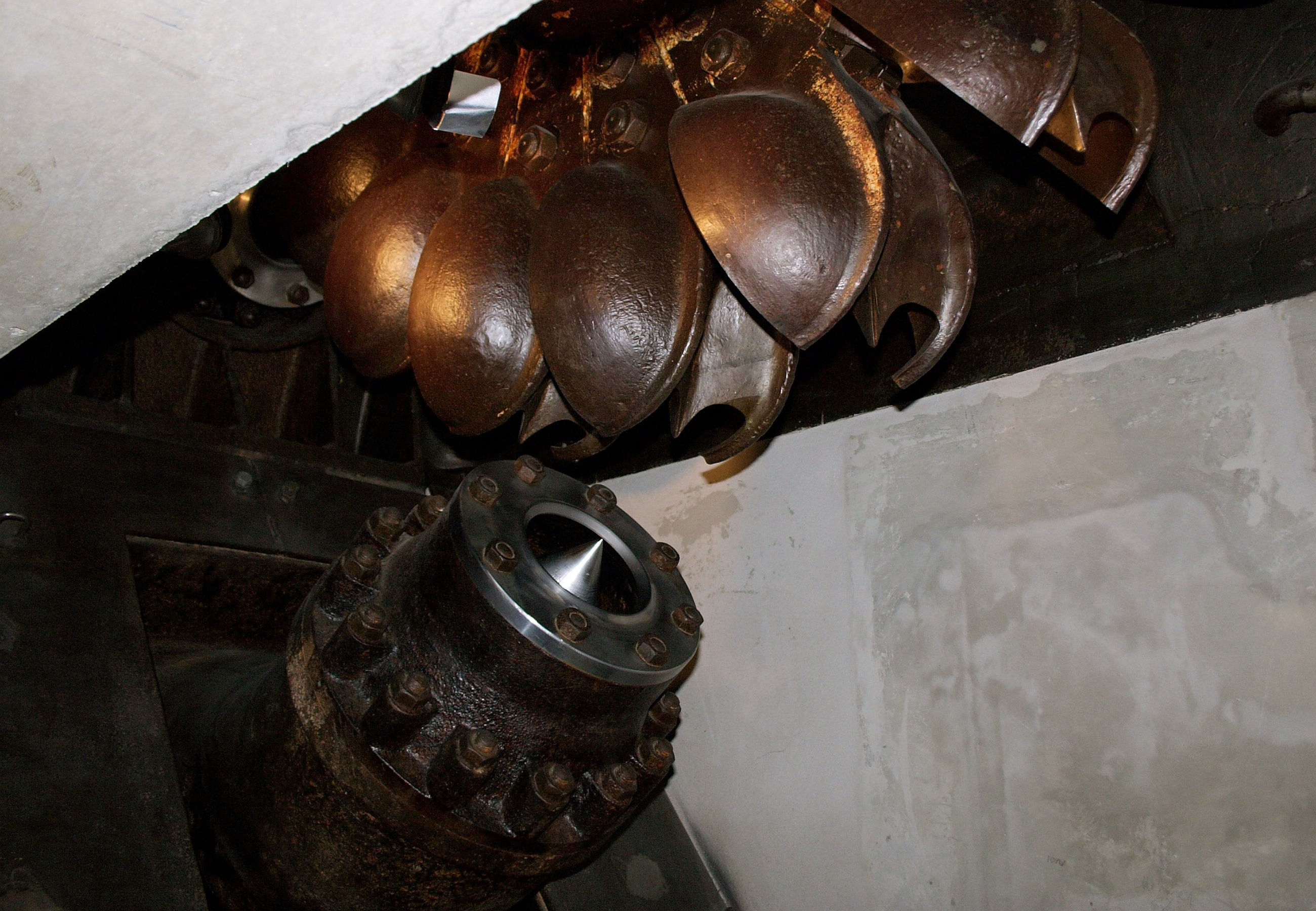
Turbine aus dem Ruetzwerk im TMW
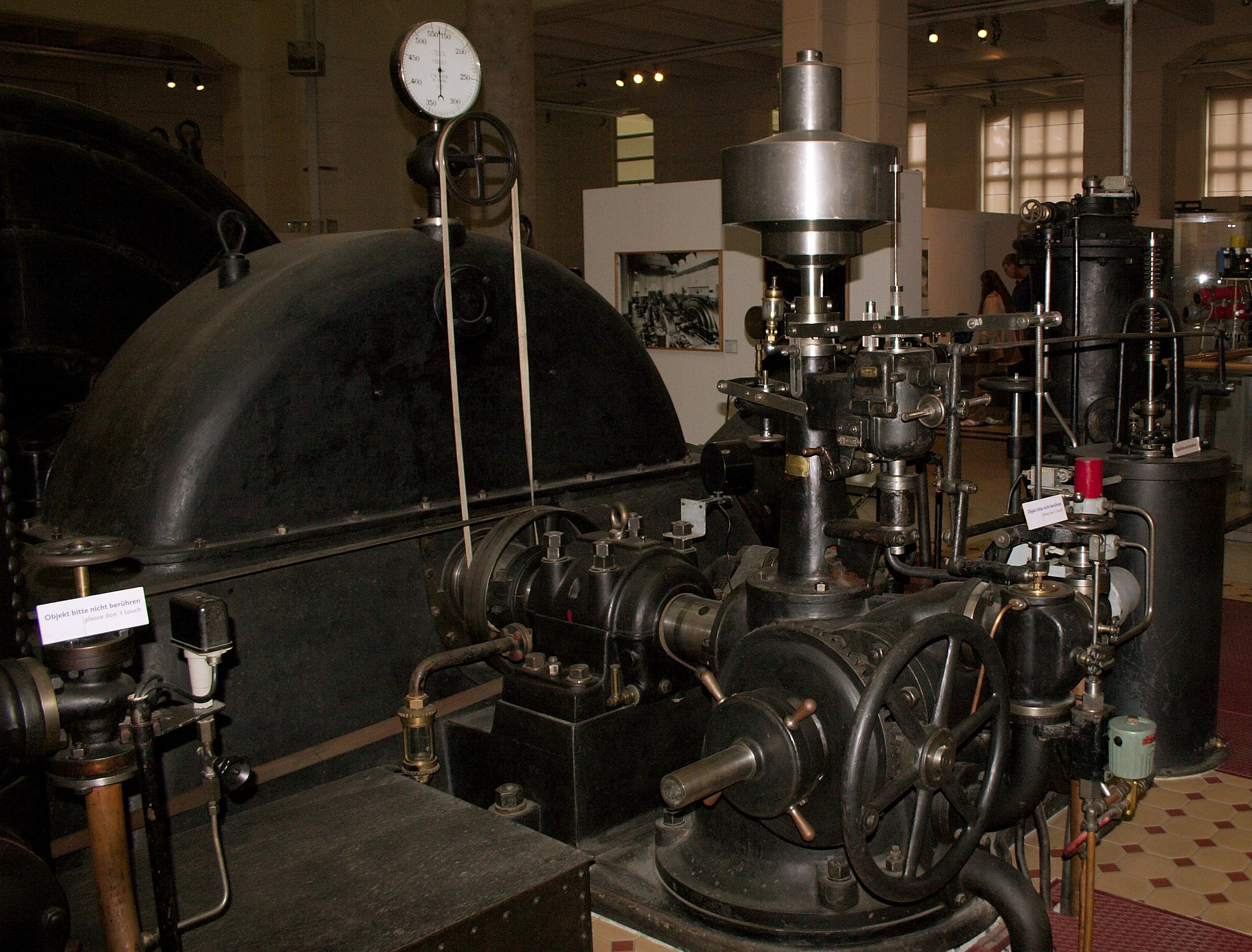
Maschinensatz im TMW